# Peter von Gourcy
Graf Peter von Gourcy (* 1705/1706 in Nancy; † 19./21. Dezember 1795 in Wien) war ein österreichischer, zuletzt preußischer Kavallerist und General.
Der verwendeten Literatur folgend wird deutlich, dass ein erhebliches Verwechslungs- und Vermengungspotential mit seinem gleichnamigen mutmaßlichen Bruder besteht, worin sich auch die Abweichungen bei Wurzbach und Priesdorff erklären lassen. Es wird der jüngeren Forschung belassen sein, hier ordnend Klarheit zu schaffen und die Missverständnisse auszuräumen.

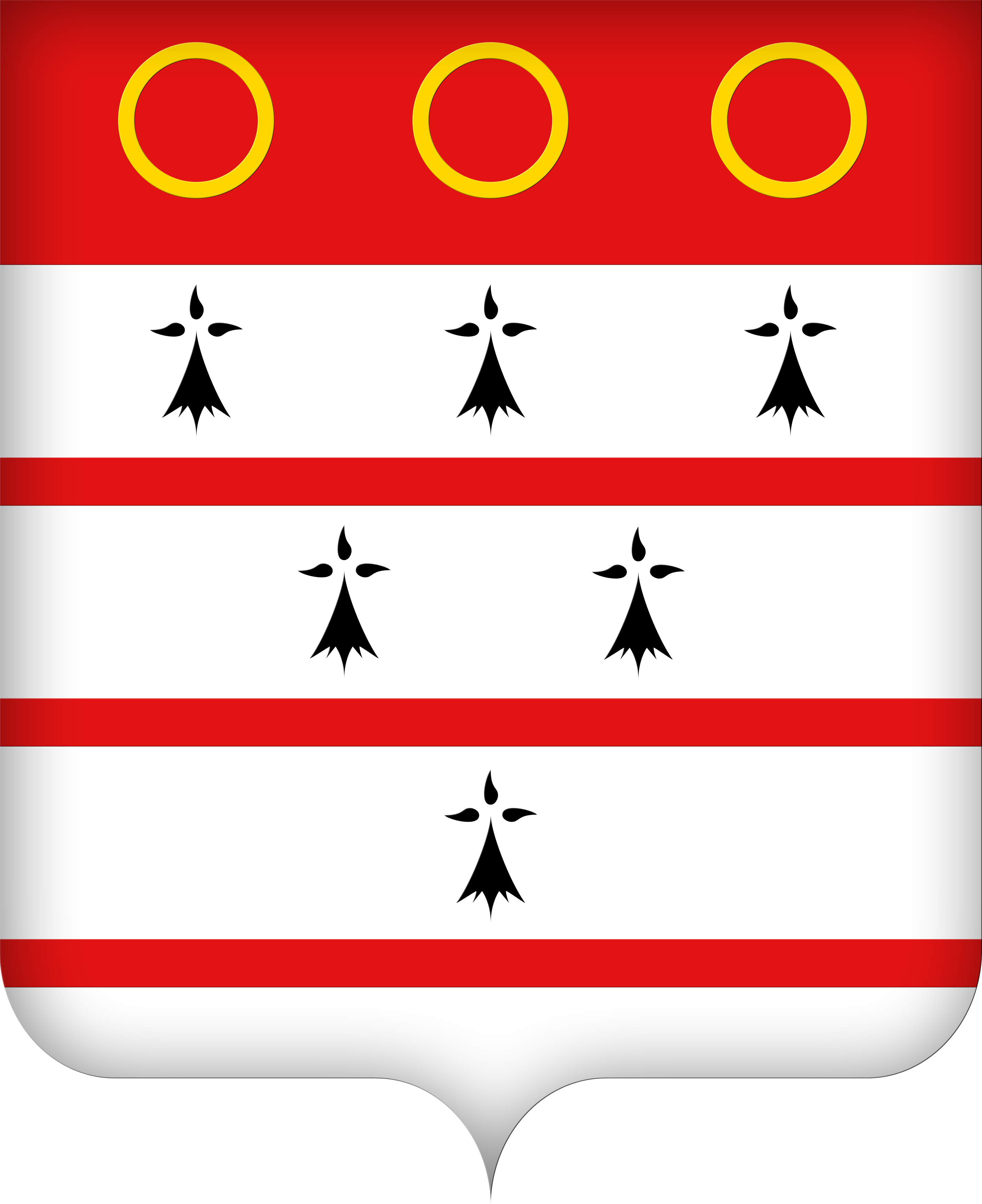
Wappen der Grafen von Gourcy

## Leben
Gourcy entstammt einem lothringischen Uradelsgeschlecht, an das 1709 der Grafenstand gekommen ist.
Er trat 1722 in kaiserliche Militärdienste und war im Jahre 1730 Fähnrich beim Dragonerregiment Savoyen. Er bewährte sich im Türkenkrieg und wurde 1739 nach seiner Beförderung zum Rittmeister bei Grocka verwundet.
1741 avancierte er zum Kapitän, nahm in den Jahren 1744 und 1745 am Krieg gegen Preußen teil, wurde im Dezember 1745 zum Major befördert und stieg 1746 weiter auf zum Oberstleutnant bei den Ansbach-Kürassieren und wurde schließlich 1753 Oberst. Auch den Siebenjährigen Krieg machte er auf Seiten der Österreicher mit und zeichnete sich dabei vor Lowositz besonders aus. Ebenfalls hat er an den Schlachten bei Prag, Breslau und Leuthen teilgenommen. Noch 1758, am 1. Januar rückte er in den Rang eines Generalmajors auf, soll aber auch bereits am 8. Februar 1758 zum Generalwachtmeister befördert worden sein. Schließlich 1760 (Wurzbach) bzw. am 13. Mai 1764 (Priesdorff) stieg er zum Feldmarschallleutnant auf.
Nach Priesdorff trat er auf Empfehlung Prinz Eugens von Württemberg 1767 als Generalmajor mit besonderen Aufträgen des Königs in preußische Dienste und dimittierte am 12. Juli 1768, nach Wurzbach hingegen ist er 1787 erst aus österreichischen Diensten ausgeschieden und übereinstimmend 90-jährig in Wien verstorben.